# اویکوویتسه
اویکوویتسه (به لاتین: Ujkovice) یک منطقهٔ مسکونی در جمهوری چک است که در شهرستان ملادا بولسلاو واقع شده‌است.